# Кевин Фолконер
Кевин Ли Фолконер (енгл. Kevin Lee Faulconer; Сан Хозе, 24. јануар 1967) је амерички политичар који је служио као градоначелник Сан Дијега од 2014. до 2020. године. Члан је Републиканске странке, а раније је такође служио као члан Градског већа Сан Дијега од 2006. до 2014. године.
Фолконер је рођен у Сан Хозеу а одрастао је у Окснарду. У политички живот је ушао 1990-их и радио је на кампањи за тадашњег гувернера Пита Вилсона, а почетком 2000-их је почео да учествује на изборима да би постао члан Градског већа Сан Дијега. Успешно је био изабран 2005. године а потом је победио и 2006. и 2010. године на изборима. Крајем 2013 године је објавио своју кандидатуру за градоначелника коју је касније победио а потом почетком марта 2014. године је положио заклетву. Још једном је успешно поново изабран 2016. године али због ограничења мандата није могао да се кандидује 2020. године.
Многи сматрају Фолконера као умереним Републиканцом, који заузима фискално конзервативне и социјално либералне ставове. Своју кандидатуру за гувернера Калифорније је најавио 1. фебруара 2021. године за избор 2021. године.